# ندولارین
ندولارین‌ها (انگلیسی: Nodularins) توکسین هایی بسیار قوی هستند که بوسیله سیانوباکتری ندولاریا اسپومیژنا (Nodularia spumigena) تولید میشوند و میتوانند در انسان و حیوانات باعث صدمات جدی به کبد شوند.